# 路邁
路邁（？—17世紀），字子就，號廣心，南直隸常州府宜興縣三丘鄉人，明朝政治人物。

## 生平
路邁年少和弟弟路遴讀書，期望報答父母，崇禎六年（1633年）中舉人，次年（1634年）聯捷進士，吏部觀政，八年獲授諸暨知縣，十三年陞任禮部精膳司主事，十四年升员外郎，十五年轉為吏部验封司員外郎，九月调文选司员外郎，给假。歷郎中，吏部尚書鄭三俊知道他清廉謹慎，委派重任給他，他說：「掌計是重任，也是羶局，稍有不慎就會聲名狼藉。我雙親年事已高，歸養避開吧。」因此告歸，在家居賦詩自娛。清朝入關，路邁因事牽連入獄，獲順治帝放歸，在家去世，有《明心錄》、《夢餘詩草》流傳。

## 家族
曾祖路其直，贡生，以子路雲龍贈中宪大夫貴州副使；祖路雲藩，恩贡教谕；父路文軨，庠生。

## 引用
1. 1 2  嘉慶《宜興縣志·卷八·人物》：路邁，字子就，少與弟遴讀書，期不負忠孝。崇禎七年成進士，授暨陽知縣，以卓異擢儀曹，旋遷銓曹員外郎。冢宰鄭三俊知其清慎，委掌大計，邁曰：「掌計重任也，亦羶局也，有不慎即狼藉必甚。吾二親春秋高盍，歸養以避之乎。」遂告歸，鄭公留之不得，家居賦詩自娛。值鼎革以事連逮入獄，屢經部鞫，世祖皇帝鑒其忠特，原之放歸，卒於家，著有《明心錄》、《夢餘詩草》。 參節舊志
2. ↑  嘉慶《宜興縣志·卷七·選舉》：崇禎六年癸酉（舉人）……路邁 甲戌進士
3. ↑  《崇祯七年甲戌进士三代履历》：路迈，曾祖其直，贡生贈中宪大夫副使；祖雲藩，恩贡教谕；父文軨，庠生。广心，诗三房，甲寅年六月初一日生，常州府宜兴县人，癸酉一百四十名，会十名，三甲二百十六名。吏部观政，乙亥授诸曁知县，庚辰升礼部精膳司主事。